# Sermoise-sur-Loire
Sermoise-sur-Loire és un municipi francès, situat al departament del Nièvre i a la regió de Borgonya - Franc Comtat. L'any 2007 tenia 1.657 habitants.

## Demografia

### Població
El 2007 la població de fet de Sermoise-sur-Loire era de 1.657 persones. Hi havia 640 famílies, de les quals 132 eren unipersonals (60 homes vivint sols i 72 dones vivint soles), 232 parelles sense fills, 240 parelles amb fills i 36 famílies monoparentals amb fills.
La població ha evolucionat segons el següent gràfic:
Habitants censats

### Habitatges
El 2007 hi havia 692 habitatges, 648 eren l'habitatge principal de la família, 9 eren segones residències i 35 estaven desocupats. 640 eren cases i 52 eren apartaments. Dels 648 habitatges principals, 451 estaven ocupats pels seus propietaris, 188 estaven llogats i ocupats pels llogaters i 9 estaven cedits a títol gratuït; 4 tenien una cambra, 33 en tenien dues, 103 en tenien tres, 229 en tenien quatre i 279 en tenien cinc o més. 524 habitatges disposaven pel capbaix d'una plaça de pàrquing. A 258 habitatges hi havia un automòbil i a 348 n'hi havia dos o més.

### Piràmide de població
La piràmide de població per edats i sexe el 2009 era:
| Homes | Edats   | Dones |
| ----- | ------- | ----- |
| 0     | 95 o +  | 0     |
| 0     | 90 a 94 | 0     |
| 4     | 85 a 89 | 4     |
| 8     | 80 a 84 | 4     |
| 8     | 75 a 79 | 16    |
| 32    | 70 a 74 | 32    |
| 40    | 65 a 69 | 28    |
| 32    | 60 a 64 | 48    |
| 24    | 55 a 59 | 32    |
| 52    | 50 a 54 | 40    |
| 84    | 45 a 49 | 88    |
| 52    | 40 a 44 | 100   |
| 84    | 35 a 39 | 52    |
| 44    | 30 a 34 | 36    |
| 24    | 25 a 29 | 20    |
| 52    | 20 a 24 | 40    |
| 100   | 15 a 19 | 52    |
| 40    | 10 a 14 | 84    |
| 40    | 5 a 9   | 60    |
| 40    | 0 a 4   | 28    |

## Economia
El 2007 la població en edat de treballar era de 1.129 persones, 831 eren actives i 298 eren inactives. De les 831 persones actives 755 estaven ocupades (399 homes i 356 dones) i 76 estaven aturades (29 homes i 47 dones). De les 298 persones inactives 105 estaven jubilades, 116 estaven estudiant i 77 estaven classificades com a «altres inactius».

### Ingressos
El 2009 a Sermoise-sur-Loire hi havia 638 unitats fiscals que integraven 1.632 persones, la mediana anual d'ingressos fiscals per persona era de 19.111,5 €.

### Activitats econòmiques
Dels 66 establiments que hi havia el 2007, 2 eren d'empreses alimentàries, 1 d'una empresa de fabricació d'elements pel transport, 6 d'empreses de fabricació d'altres productes industrials, 15 d'empreses de construcció, 17 d'empreses de comerç i reparació d'automòbils, 4 d'empreses de transport, 5 d'empreses d'hostatgeria i restauració, 4 d'empreses immobiliàries, 7 d'empreses de serveis, 2 d'entitats de l'administració pública i 3 d'empreses classificades com a «altres activitats de serveis».
Dels 22 establiments de servei als particulars que hi havia el 2009, 1 era una funerària, 4 tallers de reparació d'automòbils i de material agrícola, 5 paletes, 4 guixaires pintors, 4 lampisteries, 1 electricista, 1 perruqueria, 1 restaurant i 1 agència immobiliària.
Dels 4 establiments comercials que hi havia el 2009, 2 eren fleques, 1 una botiga de material de revestiment de parets i terra i 1 una joieria.
L'any 2000 a Sermoise-sur-Loire hi havia 17 explotacions agrícoles que ocupaven un total de 1.168 hectàrees.

## Equipaments sanitaris i escolars
El 2009 hi havia una escola elemental integrada dins d'un grup escolar amb les comunes properes formant una escola dispersa.

## Poblacions més properes
El següent diagrama mostra les poblacions més properes.